# ダン・ハウザー
ダン・ハウザー（Dan Houser、1971年5月24日 - ）は、イギリスのゲームクリエイター、声優、エンターテイナーである。全世界で3億7000万本以上を売り上げているグランド・セフト・オートシリーズやレッド・デッドシリーズの開発を手掛け、兄のサム・ハウザーと共にアメリカのニューヨーク州ニューヨークにゲーム会社「ロックスター・ゲームス」を設立。多数の子会社を保有する国際的な大企業へと成長させた。

## 概要
母親は女優であり、基本的な出演ジャンルがクライムアクション系の映画であったため、幼い頃からクライムアクションシリーズに兄弟ともども興味を示していた。
グランド・セフト・オートシリーズのナンバリングタイトル5作目となる『グランド・セフト・オートV』は、2018年に日本を含む全世界で1億本以上の出荷を突破したとテイクツー・インタラクティブにより発表されたが、兄サムと同じく大成功しているゲームクリエイターであるにもかかわらず、代わりにロックスター・ブランド（子会社）に焦点を当てさせる事で、ダン本人はメディアからの注目を避けている。

## 退職
2019年春から長期休暇に入り、2020年3月11日付でロックスター・ゲームスを正式に退職した。なお、サムについては退職の予定はない。

## 発言
『グランド・セフト・オートV』発売前の2012年に、次回作の内容に関する質問に対してファンへ向けた返答をした事がある。
その後『レッド・デッド・リデンプション2』発売前に、GTAシリーズの次回作にあたる『グランド・セフト・オートVI（GTAVI、GTA6）』について「GTAVIが発売されなくてとても感謝しているよ。何故かというと数分足らずで時代遅れのゲームソフトになってしまうからだ。」と発言した。

## 受賞
アメリカの雑誌TIMEが、世界で最も影響力のある男性100人にサムと一緒にランキング入りをした。

## 声優として
- 『グランド・セフト・オートIII』- 歩行者専用
- 『グランド・セフト・オート・バイスシテ』 -ラジオの発信者・ラジオの広告主
- 『グランド・セフト・オート・サンアンドレアス』 - ラジオ広告主
- 『グランド・セフト・オート・リバティシティ・ストーリー』 - ラジオ広告主

## 制作作品
- 『グランド・セフト・オート・ロンドン 1969』（1999年）
- 『グランド・セフト・オート2』（1999年）
- 『グランド・セフト・オートIII』（2001年）
- 『スマグラーズ・ラン2』（2001年）
- 『グランド・セフト・オート・バイスシティ』（2002年）
- 『グランド・セフト・オート・サンアンドレアス』（2004年）
- 『グランド・セフト・オート・リバティーシティ・ストーリー』（2005年）
- 『グランド・セフト・オート・バイスシティ・ストーリーズ』（2006年）
- 『ブリー』（2006年）
- 『グランド・セフト・オートIV』（2008年）
- 『グランド・セフト・オート・チャイナタウンウォーズ』（2009年）
- 『グランド・セフト・オート・エピソード・フロム・リバティーシティ』（2009年）
- 『レッド・デッド・リデンプション』（2010年）
- 『レッド・デッド・リデンプション:アンデット・ナイトメア』（2010年）
- 『マックスペイン3』（2012年）
- 『グランド・セフト・オートV』（2013年）
- 『レッド・デッド・リデンプション2』（2018年）